# 28-я армия (Япония)
28-я армия (яп. 第28軍) — объединение (общевойсковая армия) Императорской армии Японии, принимавшая участие в боевых действиях в Юго-Восточной Азии во время Второй мировой войны.
Сформирована в Рангуне 6 января 1944 года под командованием генерала Сакураи, основной задачей было противодействие возможным высадкам союзников антигитлеровской коалиции в занятой японцами Бирме.
Штаб-квартира армии, подчинённой Бирманскому фронту первоначально располагалась в Моулмейне. Зоной ответственности армии был прибрежный район Аракан и низовья долины Иравади. Состояла из 55-й (в Аракане) и 54-й (Южная Бирма, резерв) и других частей, несших гарнизонную службу, включая 24-ю отдельную смешанную бригаду в Моулмейне.
Поначалу японцам удалось добиться успехов нанося в начале 1943 года удары по флангам и тылу плохо обученных и ослабленных частей Союзников, проводивших наступление в Аракане. 55-я дивизия попыталась повторить столь удачные действия, просочившись через линии союзников и атаковав штаб индийской дивизии с тыла. Однако, в отличие от предыдущего случая, противостоявшие им союзные войска были лучше подготовлены и не впали в панику. Японцы также не ожидали, что союзники будут снабжать отрезанные отсечения передовые части по воздуху, в то же время сами японцы не получали припасов и голодали.
Хотя собственно боевые потери сторон по результатам сражения за Нгакедаук были примерно равны, 55-я дивизия не смогла выполнить свою задачу и была вынуждена отступить. Союзники не сразу воспользоваться своим успехом, поскольку их основные силы были передислоцированы для противодействия крупному японскому вторжению в Индию близ Импхала. Они даже оставили некоторые отбитые территории по причине их нездорового малярийного климата, особенно в сезон муссонов.
За этот сезон 28-я армия построила дорогу в районе Ан, через плоскогорья Центральной Бирмы и Аракана, что упростило снабжение её частей. При содействии местных иррегулярных войск (Силы обороны Аракана) и небольших подразделений Индийской национальной армии, она начала наступление на западно-африканскую дивизию в долине реки Каладан, заставив её отступить почти до границы с Индией.
С окончанием дождей Союзники возобновили наступление. Полученные японцами разведданные о готовящемся десанте, вынудили 28-й армию отвести часть войск из Аракана и многих других мест в Южную Бирму. К концу года они оставили полуостров Майю и остров Акьяб, на котором находился крайне важный для снабжения войск аэродром. Отступающие войска были перехвачены высадившимися с моря на полуострове Мьебон Союзниками и понесли тяжёлые потери.
Хотя 28-я армия ещё удерживала дорогу Ан и перевал, связывающий порт Таунгуп и Пром на Иравади, один из её полков был разбит в ходе битвы за остров Рамри. Некоторые другие части 28-й армии в низовьях долины Иравади (72-я отдельная смешанная бригада) были также разбиты в боях близ Енанджауна.
После захвата Союзными войсками Центральной Бирмы, 28-я армия пыталась с боями отступать через Иравади. В конечном итоге её части были загнаны в ловушку в районе Пегу Йомас, на участке покрытых лесом участке плоскогорий между реками Иравади и Ситаун и сократились до примерно 20 тыс. человек. Вместе с присоединившимся бывшим гарнизоном Рангуна они пытались пробиться к основным силам Бирманского фронта в Южной Бирме. Этот прорыв стал катастрофой. Союзники, захватившие планы операции, устраивали засады чуть ли не на каждой дороге. Сотни человек утонули при попытке пересечь разлившуюся реку Ситаун, а к востоку от реки отставшие были атакованы партизанами и бандитами. Прорыв стоил армии 10000 человек, половину её сил.
28-я армия была расформирована после капитуляции Японии.